# Zivko Edge 540
Le Zivko Edge 540 est un avion de voltige de compétition construit par la société américaine Zivko Aeronautics. L'Edge 540 est l'un des avions utilisés dans le Championnat du monde Red Bull de course aérienne.

## Caractéristiques
L'Edge 540 est équipé d'une aile en carbone et d'un fuselage en treillis de tubes d'acier. Il est motorisé par un 6-cylindres à plat Lycoming Thunderbolt AEIO-540-EXP entraînant une hélice Hartzell tripale en matériau composite. Il fournit une puissance de 340 ch (254 kW).
L'avion peut encaisser des facteurs de charge de +10 g / -10 g et a un taux de roulis de 420°/s.

## Edge 540 v3
En 2009-2010, la société Zivko a revu l'Edge 540 et est aboutie à un nouvel Edge 540 pour les courses Red Bull, nom de code « Edge 540 V3 ».
Le v3 possède plusieurs aspects qui diffèrent de l'Edge 540 de base.
- Il a une plus grande capacité à encaisser les forces G.
- Son corps a été minutieusement peaufiné pour améliorer son aérodynamique afin de réduire la résistance à l'air.
- Les modifications se retrouvent aussi sur le design plus épuré de l'auvent, l'amélioration des échappements, de l'emplanture et du carénage aérodynamique des roues arrière, sans oublier l'apparition des winglets.
- L'avion possède aussi des jambes de train plus courtes et un capot amélioré.

Ce nouvel avion a été construit en deux exemplaires dont le premier pour Hannes Arch, utilisé depuis Abu Dhabi en 2010 et le second pour Matthias Dolderer (en), utilisé depuis la course de New York en 2010.

Trois nouveaux « Edge 540 V3 » ont été livrés à Kirby Chambliss (en), Pete McLeod (en) et Peter Besenyei (en) dès 2014.
En 2017, sur les quatorze pilotes de la compétition, cinq volent sur Edge 540 v2, huit volent sur Edge 540 v3 et un sur MXS-R.

## Avions équivalents
- Extra 300
- Famille Sukhoi 26 (Su-26, Su-29, Su-31)
- Famille des Cap 230 (Cap 230, Cap 231, Cap 232)
- MX Aircraft MXS
- XtremeAir XA41